# Elio (2025.)
Elio je američki pustolovni, znanstveno-fantastični animirani film u produkciji Walt Disney Picturesa i Pixara iz 2025. redatelja Adriana Moline.

## Radnja
Elio je 11-godišnji dječak koji se bori da se uklopi u svijet dok ga izvanzemaljci teleportiraju i postane odabran za Zemljinog galaktičkog veleposlanika, dok njegova teta Olga radi na kotroli leta satelita. Elio mora stvoriti nove veze s ekscentričnim izvanzemaljskim oblicima života i preživjeti niz strašnih kušnji.

## Glasovna postava
- Yonas Kibreab kao Elio Solis, jedanaestogodišnji dječak kojeg su vanzemaljci pogrešno identificirali kao zemaljskog veleposlanika
- America Ferrera kao Bojnica Olga Solis, Eliova majka koja vodi tajni vojni projekt.
- Jameela Jamil kao Veleposlanik Questa
- Brad Garrett kao Veleposlanik Grigon

### Hrvatska sinkronizacija
- Zrinka Antičević
- Nikola Marjanović

## Produkcija
Pixar je 9. rujna 2022., tijekom izlaganja D23 Expo 2022., najavio novi film pod nazivom Elio, s Adrianom Molinom kao režisera i scenaristu, a Mary Alice Drumm kao producenticu. To je Molinin dugometražni redateljski prvijenac nakon što je režirao i napisao Coco i veliku tajnu (2017.).

## Promocija
Prva najava za film objavljena je 13. lipnja 2023., dan kasnije sinkroniziran u Hrvatskoj.

## Distribucija
Film, za koji je prvotno najavljeno da će biti prikazan 1. ožujka 2024., ali zbog štrajka glumaca SAG-AFTRE je odgođen za 13. lipnja 2025.

## Vanjske poveznice
- Službena stranica
- Elio u internetskoj bazi filmova IMDb-a